# Blonde (miniserie televisiva)
Blonde è una miniserie televisiva in due puntate prodotta nel 2001 e diretta dalla regista Joyce Chopra. Tratta dal bestseller Blonde di Joyce Carol Oates, pubblicato nel 2000, la miniserie racconta la vita di Marilyn Monroe dall'infanzia alla tragica scomparsa nel 1962. L'attrice australiana Poppy Montgomery, famosa per la serie televisiva Senza traccia, interpreta l'affascinante bionda che mutò dall'ordinaria Norma Jean Baker alla celebre icona di Hollywood.
Trasmessa negli Stati Uniti in prima visione sulla rete CBS il 13 e 16 maggio 2001, e in Italia su Fox Life il 9 e 16 dicembre 2005, nel 2002 la miniserie ha ottenuto una nomination al Production Design Award per la miglior scenografia in una miniserie televisiva.

## Trama
Una biografia piuttosto libera di Marilyn Monroe, arricchita da una serie di reali aneddoti sulla sua vita con accenni alla sua infanzia e al precocissimo matrimonio con James Dougherty, proseguendo con l'incontro col fotografo Otto Ose, il suo contratto con la 20th Century Fox, il rapporto con la madre, i licenziosi triangoli amorosi con Cass Chaplin ed Edward G. Robinson Jr. (Eddie G), e le sue nozze con Joe DiMaggio e Arthur Miller. Ma anche la sua devastante insicurezza emotiva, che la porterà ad una tragica quanto misteriosa fine.